# Dacrydium cupressinum
Dacrydium cupressinum Sol. ex Lamb., comunemente noto come rimu, è una conifera sempreverde della famiglia Podocarpaceae, endemica delle foreste della Nuova Zelanda.

## Distribuzione e habitat
I rimu crescono in tutta la Nuova Zelanda, nell'Isola del Nord, nell'Isola del Sud e sull'Isola di Stewart.